# Haliplus crassus
Haliplus crassus är en skalbaggsart som beskrevs av Chapin 1930. Haliplus crassus ingår i släktet Haliplus och familjen vattentrampare. Inga underarter finns listade i Catalogue of Life.